# Wretched (gruppo musicale italiano)
I Wretched sono stati un gruppo hardcore punk italiano nato a Milano negli anni ottanta legato al centro sociale Virus. Il gruppo, assieme a Crash Box, Maze, Disper-Azione,  fu parte della scena Hardcore punk lombarda e di quella italiana, con gruppi come i Torinesi Blue Vomit e Nerorgasmo, Indigesti, Raw Power, Peggio Punx, Atrox, Negazione, e Declino.
I Wretched si ispirarono ai gruppi anarcho-punk inglesi dell'epoca: principalmente i Discharge e i Crass. La loro opera si distingue per il forte messaggio anarco-pacifista, libertario, antimilitarista; venendosi ad inquadrare in questo senso più come un'azione di controcultura che come una semplice attività musicale.
In Italia furono fra i primi a stampare dischi autoprodotti, e a rivendicare questa scelta come volontà di indipendenza dal mercato. Ciò contribuì allo sviluppo della scena punk indipendente, che giunse negli anni a costruire un circuito alternativo fatto di dischi, fanzine, concerti, centri autogestiti.

## Storia del gruppo
I Wretched nascono a Milano nel 1982 e furono fin dall'inizio attivi promotori del Centro Sociale Virus. Il loro primo disco, uno split album con i piemontesi Indigesti, è datato 1982 ed è oggi considerato una rarità dai collezionisti.
Nel 1983 uscì il loro primo EP su 7" autoprodotto dal titolo In nome del loro potere tutto è stato fatto e l'anno seguente pubblicarono il loro secondo EP Finirà mai?, nel quale sintetizzano per la prima volta il messaggio anarco-pacifista nell'immagine poetica "Chaos Non Musica" tentando cos' di esprimere sia la volontà di andare al di là della musica sia la peculiarità del loro stile "anti-musicale", fondato su una violenza e velocità estreme (almeno nella prima parte della loro "carriera") che riflettevano la disperazione esistenziale, la rabbia e la voglia di lottare per vivere una vita non assoggettata alle asfissianti imposizioni dell'autorità borghese-militarista-capitalista.
Sempre nel 1984 esce per la Chaos Produzioni, neonata etichetta discografica degli stessi Wretched, il loro primo album dal titolo Libero di vivere, libero di morire e sempre nello stesso anno vengono invitati dalla statunitense R Radical Records di Dave Dictor dei MDC, a partecipare al doppio album compilazione International P.E.A.C.E. Benefit Compilation, che vedeva fra gli altri band come Crass, D.O.A., Dirty Rotten Imbeciles, Septic Death, Conflict, Reagan Youth, White Lies, Subhumans, Dead Kennedys, Butthole Surfers, ma anche altri gruppi della scena italiana come Negazione, Peggio Punx, Declino, Contrazione, Impact, Cheetah Chrome Motherfuckers e RAF Punk. La compilazione uscì in collaborazione con la fanzine di San Francisco a distribuzione internazionale Maximumrocknroll, che mensilmente teneva una rubrica sulla scena hardcore punk italiana.
Nel frattempo il Virus, che aveva permesso loro di ospitare numerose band italiane ed estere, fu sgomberato e per poi assegnargli una nuova sede in uno stabile in Viale Piave 9.
Nel 1985 la band parte per un lungo tour in Inghilterra, a cui partecipa Zambo, ex batterista degli Espansione Urbana.
Nel 1986 esce ancora per la Chaos Produzioni il secondo album dal titolo La tua morte non aspetta.

## Chaos Produzioni
Dopo un periodo iniziale in cui i Wretched pubblicarono i propri album come autoproduzioni senza marchio, nel 1984 inaugurarono la loro etichetta discografica, la Chaos Produzioni. Nei quattro anni seguenti, l'etichetta produsse oltre ai dischi degli stessi Wretched, anche gruppi come Disper-Azione, Impact, gli Stinky Rats ed i francesi Rapt e Final Blast. La prima pubblicazione dell'etichetta fu l'album dei Wretched Libero di vivere, libero di morire.

## Discografia

### EP
- 1982 - Wretched/Indigesti (split)
- 1983 - In nome del loro potere tutto è stato fatto
- 1984 - Finirà mai?
- 1987 - 1983 - 1986
- 1988 - In controluce

### Album in studio
- 1984 - Libero di vivere, libero di morire
- 1986 - La tua morte non aspetta

### Raccolte
- 1996 - Lotta per vivere
- 2004 - Vivi ogni momento